# 2020年ベルギーグランプリ
2020年ベルギーグランプリ（英: 2020 Belgian Grand Prix）は、2020年のF1世界選手権第7戦として、2020年8月30日にスパ・フランコルシャンで開催された。
正式名称は「Formula 1 Rolex Belgian Grand Prix 2020」。

## レース前
新型コロナウイルス感染症の世界的流行による影響
本レースは当初第14戦として開催される予定であったが、新型コロナウイルス感染症の世界的流行により開催できない状態が続いたため日程が見直され、ベルギー政府が8月末まで大規模イベントの開催を禁止したことにより開催が危ぶまれたが、無観客での開催がベルギー政府から許可され、新たに発表された序盤8戦の日程で第7戦に組み込まれた。
開幕戦オーストリアGPから感染防止の対策として、サーキットに入れる関係者を1チームあたり80人に制限し、設営に多数の人員が必要なモーターホームの代わりにテントなどを使用していたが、本レースからサーキットに入れる関係者を1チームあたり90人に引き上げ、モーターホームの設営やケータリングサービスの持ち込みが許可された。
タイヤ
本レースでピレリが持ち込むドライ用タイヤのコンパウンドはハード（白）：C2、ミディアム（黄）：C3、ソフト（赤）：C4で、前年より1段階柔らかい組み合わせ。
パワーユニット(PU)
8月25日に終盤4戦の日程が追加発表され、それに伴い本年の開催レース数が17戦まで拡大されたことにより、PUの年間最大使用基数は当初の予定通り、エンジン(ICE)/ターボチャージャー(TC)/MGU-H/MGU-Kが3基、エナジーストア(ES)/コントロールエレクトロニクス(CE)が2基となる。年間開催レース数が14戦以下の場合は全コンポーネント2基、11戦以下の場合はICE/TC/MGU-H/MGU-Kが2基、ES/CEが1基に制限されることになっていた。
サーキット
トラックリミット規則の厳格化を目指すFIAは、ターン4、ターン9出口、ターン19出口で4輪全てを縁石からはみ出して走行したドライバーに対し、3回で黒白旗を掲示し、それ以上の場合はスチュワードに報告される。
その他
- 前年にスパで開催されたFIA-F2第9戦のレース1で事故死したアントワーヌ・ユベールを偲び、F1、FIA-F2、FIA-F3の各マシンにユベールのヘルメットに使用されていた星のマークとイニシャル「AH」、そして永久欠番となったカーナンバー「19」を配置したデザインのロゴが貼られた。また、F2のレース1開始前とF1の決勝開始前に1分間の黙祷が行われる[12]。
- FIAは本レースから導入する予定であった予選と決勝で同じエンジンモードを使用する規制の開始を、次戦イタリアGPに延期した[13]。

## エントリー
レギュラードライバーは前戦スペインGPから変更なし。金曜午前のフリー走行1回目(FP1)のみ出走するドライバーもなし。

## フリー走行
FP1（金曜午前）
気温16度、路面温度21度と涼しく、薄曇りのドライコンディションだが、雨の予報が出ていた。路面温度の低さから開始25分までにコースインしたのはシャルル・ルクレール（フェラーリ）のみだった。トップタイムはバルテリ・ボッタス（メルセデス）の1分44秒493で、チームメイトのルイス・ハミルトン、マックス・フェルスタッペン（レッドブル）、セルジオ・ペレス、ランス・ストロールのレーシング・ポイント勢が続く。ハース勢とアントニオ・ジョヴィナッツィ（アルファロメオ）はいずれもフェラーリのPUに問題が出たためタイムを記録できなかった。
FP2（金曜午後）
薄日が差すものの気温16.8度、路面温度23.5度と依然低く、エンジントラブルでタイムを記録できなかったジョヴィナッツィが最初にコースインしたのは開始から12分経ってからだった。終了23分前にオー・ルージュを駆け上がったダニエル・リカルド（ルノー）がトラブルに見舞われてケメルストレートのコース脇にマシンを止め、その10分後には、ターン1アウト側の看板が外れて赤旗中断となった。トップタイムはフェルスタッペンの1分43秒744。
FP3（土曜午前）
気温14度、路面温度19度で、サーキットの一部で雨が降る状況であったが大きな影響はなかった。ハミルトンが1分43秒255でトップ、エステバン・オコン（ルノー）、ランド・ノリス（マクラーレン）のルノーPU勢が続く一方、フェラーリは前年の勝者であるルクレールが17番手、セバスチャン・ベッテルに至っては最下位に沈む体たらくだった。

## 予選
2020年8月29日 15:00 CEST(UTC+2)

### 予選結果
| 順位                | No. | ドライバー                   | コンストラクター                   | Q1       | Q2       | Q3       | Grid |
| ------------------- | --- | ---------------------------- | ---------------------------------- | -------- | -------- | -------- | ---- |
| 1                   | 44  | ルイス・ハミルトン           | メルセデス                         | 1:42.323 | 1:42.014 | 1:41.252 | 1    |
| 2                   | 77  | バルテリ・ボッタス           | メルセデス                         | 1:42.534 | 1:42.126 | 1:41.763 | 2    |
| 3                   | 33  | マックス・フェルスタッペン   | レッドブル-ホンダ                  | 1:43.197 | 1:42.473 | 1:41.778 | 3    |
| 4                   | 3   | ダニエル・リカルド           | ルノー                             | 1:43.309 | 1:42.487 | 1:42.061 | 4    |
| 5                   | 23  | アレクサンダー・アルボン     | レッドブル-ホンダ                  | 1:43.418 | 1:42.193 | 1:42.264 | 5    |
| 6                   | 31  | エステバン・オコン           | ルノー                             | 1:43.505 | 1:42.534 | 1:42.396 | 6    |
| 7                   | 55  | カルロス・サインツ           | マクラーレン-ルノー                | 1:43.322 | 1:42.478 | 1:42.438 | 7    |
| 8                   | 11  | セルジオ・ペレス             | レーシング・ポイント-BWTメルセデス | 1:43.349 | 1:42.670 | 1:42.532 | 8    |
| 9                   | 18  | ランス・ストロール           | レーシング・ポイント-BWTメルセデス | 1:43.265 | 1:42.491 | 1:42.603 | 9    |
| 10                  | 4   | ランド・ノリス               | マクラーレン-ルノー                | 1:43.514 | 1:42.722 | 1:42.657 | 10   |
| 11                  | 26  | ダニール・クビアト           | アルファタウリ-ホンダ              | 1:43.267 | 1:42.730 |          | 11   |
| 12                  | 10  | ピエール・ガスリー           | アルファタウリ-ホンダ              | 1:43.262 | 1:42.745 |          | 12   |
| 13                  | 16  | シャルル・ルクレール         | フェラーリ                         | 1:43.656 | 1:42.996 |          | 13   |
| 14                  | 5   | セバスチャン・ベッテル       | フェラーリ                         | 1:43.567 | 1:43.261 |          | 14   |
| 15                  | 63  | ジョージ・ラッセル           | ウィリアムズ-メルセデス            | 1:43.630 | 1:43.468 |          | 15   |
| 16                  | 7   | キミ・ライコネン             | アルファロメオ-フェラーリ          | 1:43.743 |          |          | 16   |
| 17                  | 8   | ロマン・グロージャン         | ハース-フェラーリ                  | 1:43.838 |          |          | 17   |
| 18                  | 99  | アントニオ・ジョヴィナッツィ | アルファロメオ-フェラーリ          | 1:43.950 |          |          | 18   |
| 19                  | 6   | ニコラス・ラティフィ         | ウィリアムズ-メルセデス            | 1:44.138 |          |          | 19   |
| 20                  | 20  | ケビン・マグヌッセン         | ハース-フェラーリ                  | 1:44.314 |          |          | 20   |
| 107% time: 1:49.485 |     |                              |                                    |          |          |          |      |
| ソース:             |     |                              |                                    |          |          |          |      |

## 決勝
2020年8月30日 15:10 CEST(UTC+2)
気温18度、路面温度30度、ドライコンディション。
ルイス・ハミルトンが今季5度目のポール・トゥ・ウィンを達成して幕を閉じた。

### 展開
各車が路面状況を確かめるレコノサンスラップに出ていくが、カルロス・サインツJr.（マクラーレン）はマシン後部から白煙を吹き、緊急ピットイン。排気系に問題が起きてしまったようで、クルーはエンジンカウルを開けマシンをチェックしたが修復を早々に諦め、サインツがつく予定だった7番グリッドは空席となった。
レース前には、人種差別に対する抗議の後、昨年スパでのF2レース1で亡くなったアントワーヌ・ユベールに対して黙祷が捧げられた。
タイヤ選択だが、Q3進出組のうち、ハミルトン、バルテリ・ボッタスのメルセデス勢、マックス・フェルスタッペン（レッドブル）のトップ3はミディアムタイヤ、他7台はソフトタイヤ。11番手以降では、12番手のピエール・ガスリー（アルファタウリ）がハードタイヤ。13番手のシャルル・ルクレール（フェラーリ）がソフトタイヤでのスタートを選択したが、ミディアムタイヤスタートが多数派となった。
ポールのハミルトンが順調にスタートを決めトップをキープ。今回抜群のストレートスピードを誇るルノー勢は、エステバン・オコン（ルノー）がアレクサンダー・アルボン（レッドブル）を交わし5番手。4番手のダニエル・リカルドもフェルスタッペンへと迫り、ケメルストレートで横並びに。しかしなんとかフェルスタッペンがこれを抑え、3番手をキープした。ルクレールはタイヤ選択が功を奏したか、ルクレールが9番手までポジションアップすると、セルジオ・ペレス（レーシングポイント）も交わして8番手とした。しかし3周目、ハードタイヤのガスリーはDRSを使い、ルクレールを楽々オーバーテイクすることに成功。ルクレールは『ストレートで苦労している』と無線で報告し、ペレスやランド・ノリス（マクラーレン）、ダニール・クビアト（アルファタウリ）にもなす術なく抜かれてしまった。
オープニングラップを終えるとメルセデス勢は1分50秒台前半のファステストタイムを連発し、ワンツー体制を築き、ハミルトンは逃げの体制に入る。フェルスタッペンは伸び悩み、少しずつ離されていく。
すると10周目、ターン13出口でアントニオ・ジョビナッツィ（アルファロメオ）がスピンしクラッシュ。これを避けようとしたジョージ・ラッセル（ウイリアムズ）のマシンに、ジョビナッツィのマシンから脱落したタイヤが接触し、こちらもクラッシュを喫した。これによりセーフティカーが出動した。
これを受けて各車が続々とピットイン。そのままフィニッシュを目指すべく、多くのマシンがハードタイヤに履き替えた。ガスリーはハードタイヤで第1スティントを長く走るつもりであったこともありステイアウトし暫定4位へ。ペレスもソフトタイヤスタートながらステイアウトし暫定5位へ浮上した。
15周目からレースが再開。4位以下では激しいオーバーテイクが起き、度々順位変動は起きたものの、トップ3の順位変動はなく、ハミルトンは徐々にボッタスとの差を広げていき、完全に独走。フェルスタッペンは何周かは頑張って、ボッタスとの差を詰めたが、力尽き、リカルドの好ペースを刻んでいることから、むしろ3位死守の走りを強いられた。また、メルセデス勢もタイヤにブリスターなどのペースダウンも起きずに周回を重ねてゆく。
再度セーフティカーが入ることにかけていたと思われるペレスとガスリーだが、両者限界を迎え、ペレスが18周、ガスリーが26周を走り終えたところでピットイン。これで2台は後方に沈んだが、2台は入賞をかけて猛追し、次々とオーバーテイクを決めていく。特にガスリーは16番手まで落ちたが、ここからすさまじい走りを見せることとなる。
そのうち、24周を終え、ルクレールが2度目のピットイン。チームからの指示でピットインしたようで、ルクレールはその理由をチームに訊いたが、チームは『後で教える』と煙に巻いた。ただ、ピットインの際にマシン側面にホースを繋いでいたシーンが国際映像に捉えられており、レース後の取材でPUの空気圧トラブルが発生したため、その対処のためのピットインさせたとコメントした。
そのルクレールのピットイン以降、トップ3以外の順位変動は活発であったが、クラッシュなどの波乱はなく、そのままチェッカー。4位のリカルドがファイナルラップでファステストラップを叩き出すという思わぬ伏兵により、ハミルトンのグランドスラムは阻止された。
5位はオコンで、ルノー勢が揃って好結果を残した。オコンをなんとか抑えてフィニッシュを目指したアルボンは、ファイナルラップにオーバーテイクを許し6位となった。7位以下ノリス、ガスリー、ストロール、ペレスまでがポイント獲得。後方からの追い上げを見せたガスリーがドライバー・オブ・ザ・デイを獲得した。

### レース結果
| 順位    | No. | ドライバー                   | コンストラクター                   | 周回数 | タイム/リタイア原因 | Grid | Pts.  |
| ------- | --- | ---------------------------- | ---------------------------------- | ------ | ------------------- | ---- | ----- |
| 1       | 44  | ルイス・ハミルトン           | メルセデス                         | 44     | 1:24:08.761         | 1    | 25    |
| 2       | 77  | バルテリ・ボッタス           | メルセデス                         | 44     | +8.448              | 2    | 18    |
| 3       | 33  | マックス・フェルスタッペン   | レッドブル-ホンダ                  | 44     | +15.455             | 3    | 15    |
| 4       | 3   | ダニエル・リカルド           | ルノー                             | 44     | +18.877             | 4    | 13 FL |
| 5       | 31  | エステバン・オコン           | ルノー                             | 44     | +40.650             | 6    | 10    |
| 6       | 23  | アレクサンダー・アルボン     | レッドブル-ホンダ                  | 44     | +42.712             | 5    | 8     |
| 7       | 4   | ランド・ノリス               | マクラーレン-ルノー                | 44     | +43.774             | 10   | 6     |
| 8       | 10  | ピエール・ガスリー           | アルファタウリ-ホンダ              | 44     | +47.371             | 12   | 4     |
| 9       | 18  | ランス・ストロール           | レーシング・ポイント-BWTメルセデス | 44     | +52.603             | 9    | 2     |
| 10      | 11  | セルジオ・ペレス             | レーシング・ポイント-BWTメルセデス | 44     | +53.179             | 8    | 1     |
| 11      | 26  | ダニール・クビアト           | アルファタウリ-ホンダ              | 44     | +1:10.200           | 11   |       |
| 12      | 7   | キミ・ライコネン             | アルファロメオ-フェラーリ          | 44     | +1:11.504           | 16   |       |
| 13      | 5   | セバスチャン・ベッテル       | フェラーリ                         | 44     | +1:12.894           | 14   |       |
| 14      | 16  | シャルル・ルクレール         | フェラーリ                         | 44     | +1:14.920           | 13   |       |
| 15      | 8   | ロマン・グロージャン         | ハース-フェラーリ                  | 44     | +1:16.793           | 17   |       |
| 16      | 6   | ニコラス・ラティフィ         | ウィリアムズ-メルセデス            | 44     | +1:17.795           | 19   |       |
| 17      | 20  | ケビン・マグヌッセン         | ハース-フェラーリ                  | 44     | +1:25.540           | 20   |       |
| Ret     | 99  | アントニオ・ジョヴィナッツィ | アルファロメオ-フェラーリ          | 9      | アクシデント        | 18   |       |
| Ret     | 63  | ジョージ・ラッセル           | ウィリアムズ-メルセデス            | 9      | アクシデント        | 15   |       |
| DNS     | 55  | カルロス・サインツ           | マクラーレン-ルノー                |        | エキゾースト        | 7    |       |
| ソース: |     |                              |                                    |        |                     |      |       |

追記
- ^FL - ファステストラップの1点を含む

優勝者ルイス・ハミルトンの平均速度
200.821 km/h (124.784 mph)
ファステストラップ
- ダニエル・リカルド - 1:47.483 (44周目)

ラップリーダー
太字は最多ラップリーダー
- ルイス・ハミルトン - 44周 (全周回)

## 第7戦終了時点のランキング
|         | 順位 | ドライバー                 | ポイント |
| ------- | ---- | -------------------------- | -------- |
|         | 1    | ルイス・ハミルトン         | 157      |
|         | 2    | マックス・フェルスタッペン | 110      |
|         | 3    | バルテリ・ボッタス         | 107      |
| 2       | 4    | アレクサンダー・アルボン   | 48       |
| 1       | 5    | シャルル・ルクレール       | 45       |
| ソース: |      |                            |          |

|         | 順位 | コンストラクター                   | ポイント |
| ------- | ---- | ---------------------------------- | -------- |
|         | 1    | メルセデス                         | 264      |
|         | 2    | レッドブル-ホンダ                  | 158      |
| 1       | 3    | マクラーレン-ルノー                | 68       |
| 1       | 4    | レーシング・ポイント-BWTメルセデス | 66       |
|         | 5    | フェラーリ                         | 61       |
| ソース: |      |                                    |          |

- 注：ドライバー、コンストラクター共にトップ5のみ表示。